# Pierre de Moctezuma

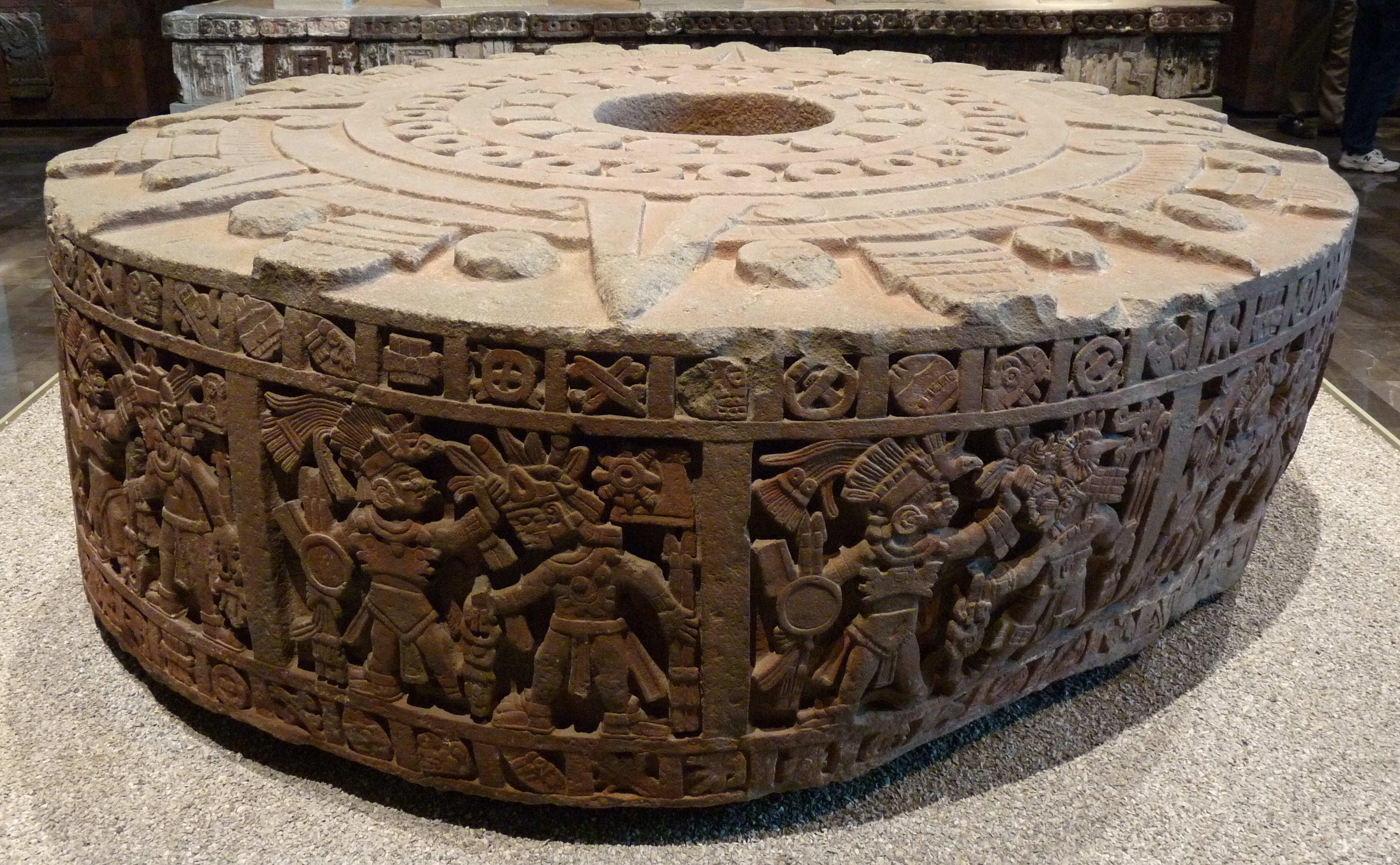
La pierre de Moctezuma (salle mexica du musée national d'anthropologie de Mexico).

La pierre de Moctezuma (également appelée, en espagnol, « cuauhxicalli de Moctezuma Ilhuicamina » ou « piedra del ex Arzobispado ») est un monolithe aztèque qui a été sculpté sous le règne du huey tlatoani Moctezuma Ilhuicamina et a été identifié par les archéologues comme un temalacatl-cuauhxicalli.
Les reliefs sur le pourtour du cylindre évoquent les conquêtes de Moctezuma Ilhuicamina sur les peuples de la vallée de Mexico.
Ce monolithe a été mis au jour en 1987, dans l'enceinte du Templo Mayor de Mexico-Tenochtitlan, sous la fontaine du deuxième patio de la pyramide de Tezcatlipoca. Il est désormais conservé au musée national d'anthropologie du Mexique, dans la salle mexica.